# Красная древесная полёвка
Красная древесная полёвка (лат. Arborimus longicaudus) —  грызун (Rodentia), обитающий в Северной Америке из подсемейства полёвок (Arvicolinae). Латинское название вида образовано от латинских слов longus и cauda, то есть  «длинный» и «хвост».

## Описание

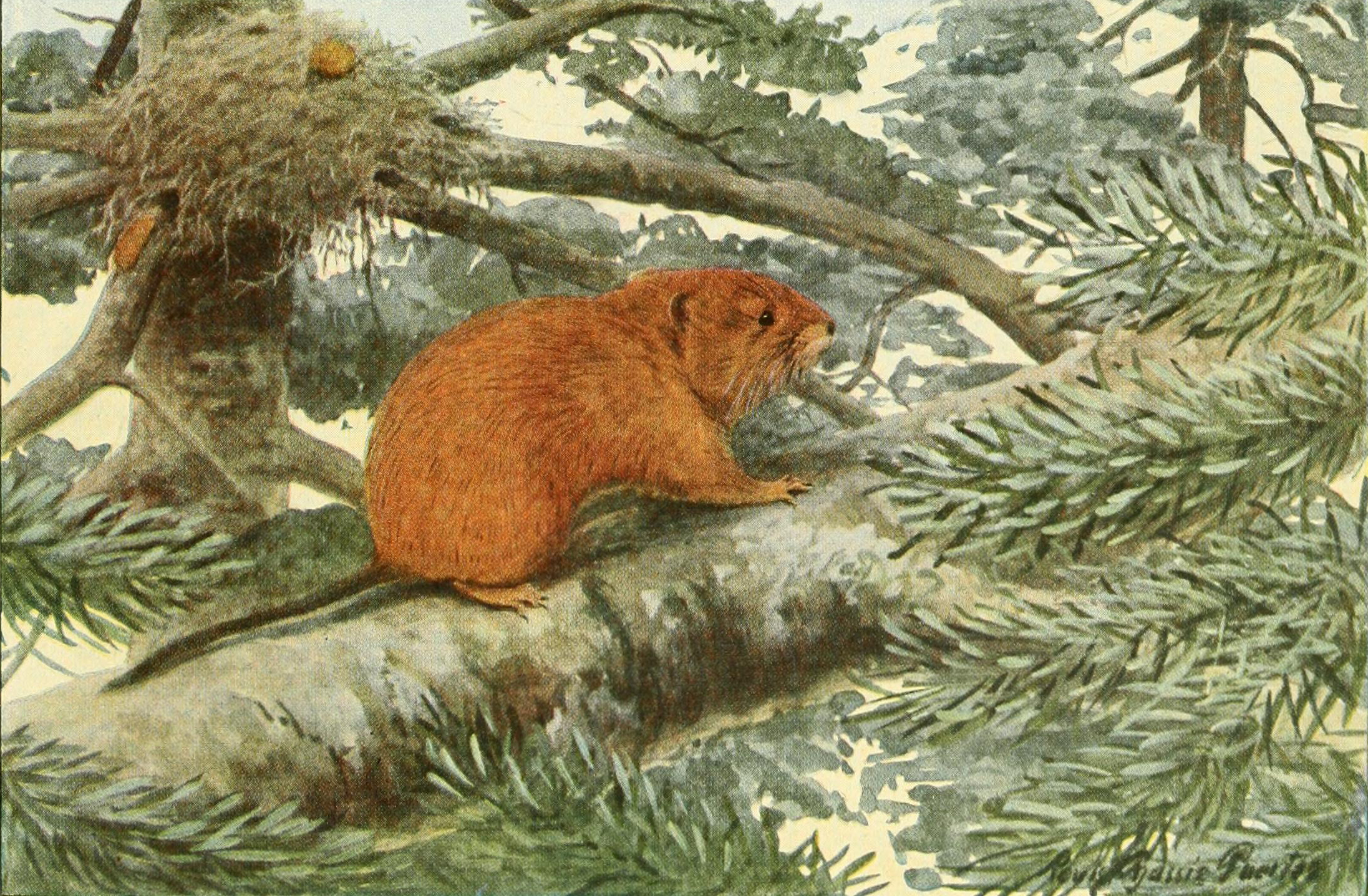
Красная древесная полёвка.
Рис. Луиса Агассиза Фуэртеса

Красные древесные полёвки весят от 25 до 50 граммов и имеют общую длину от 158 до 178 миллиметров у самцов и от 170 до 187 миллиметров у самок. Относительно длинный хвост составляет около 40 процентов от общей длины и служит для достижения баланса при движении по тонким ветвям. Цвет шерсти на спине варьирует от ржаво-коричневого до оранжевато-коричневого и до коричного, с небольшой примесью  черных вершин остевых волос. Иногда появляются меланисты. Мех по бокам живота от беловатого до светло-серого. Обволосённый хвост от черного до коричневого цвета. Уши маленькие.

## Похожие виды
- Белоногая полёвка (Arborimus albipes) отличается тёмно-коричневой окраской меха и встречается в основном на лиственных деревьях.
- Сономская полёвка (Arborimus pomo) живёт, как и красная древесная полёвка, в основном, на пихтах Дугласа (Pseudotsuga menziesii), но лишь частично перекрывается с этим видом и также имеет другое количество хромосом. Были проведены исследования структуры ДНК, которые также позволили различить эти виды[3].

## Распространение и места обитания

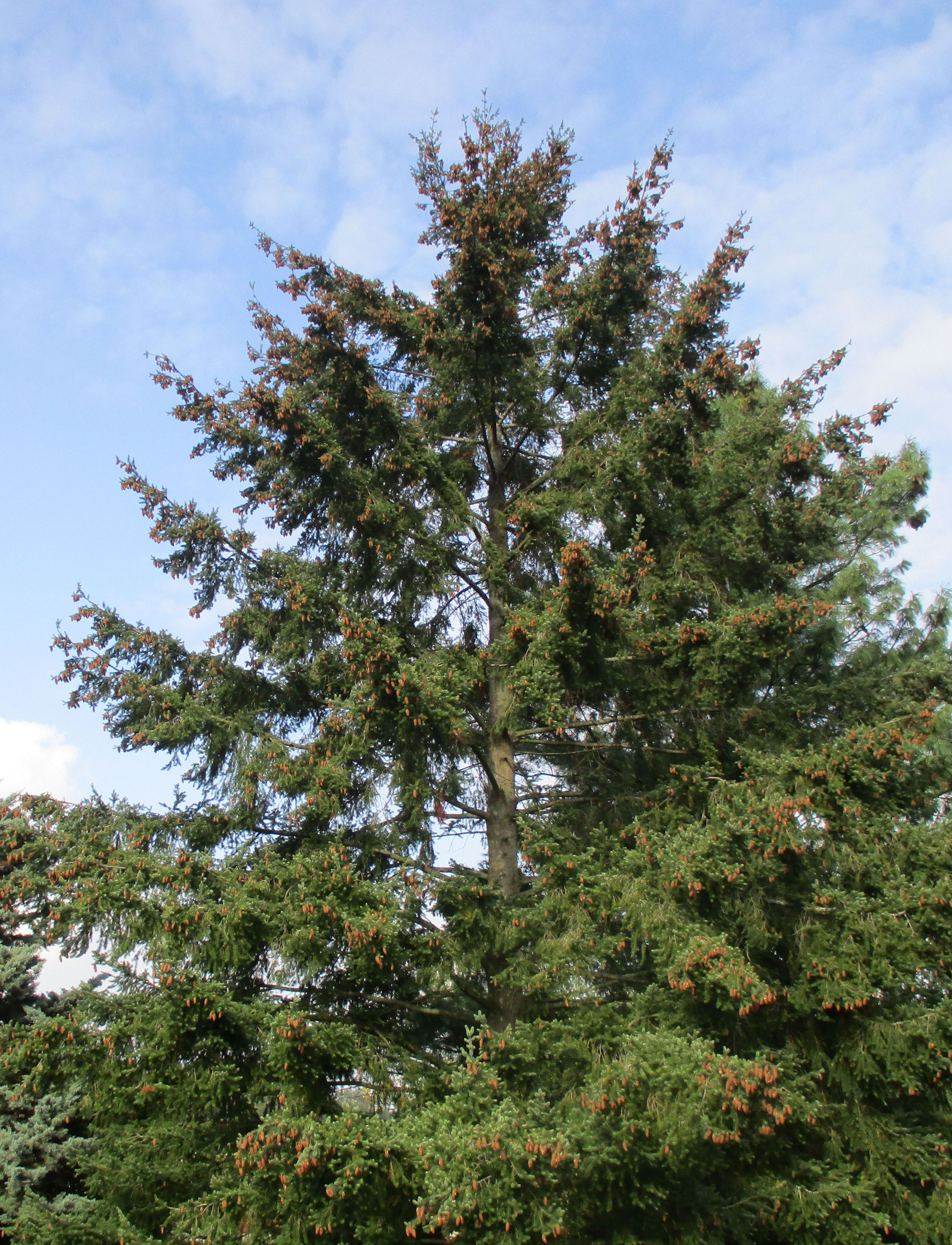
Пихта Дугласа (Pseudotsuga menziesii), излюбленное место обитания красной древесной полевки.

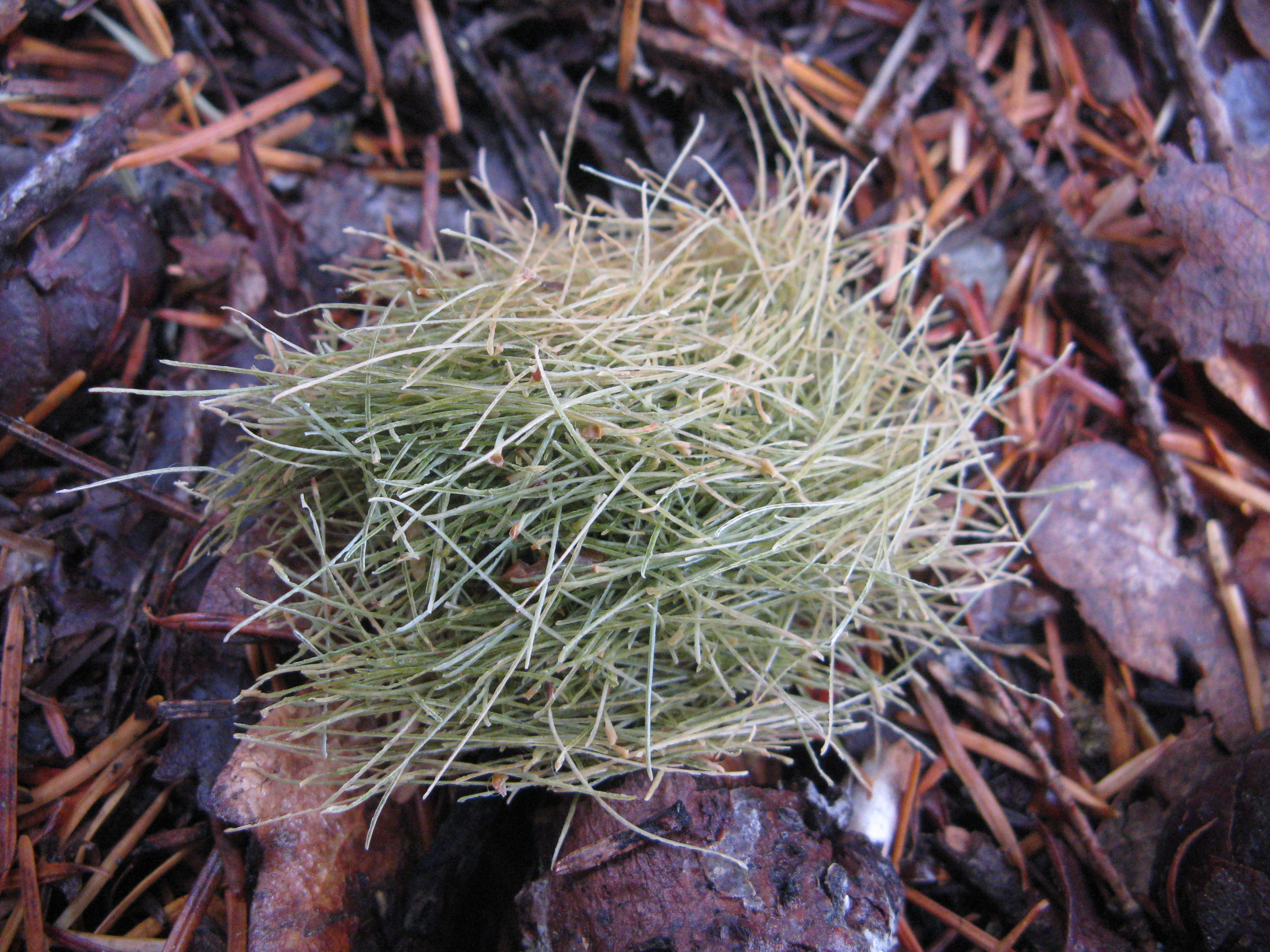
Характерное гнездо древесной полевки, упавшее с пихты Дугласа

Красная древесная полёвка обитает в прибрежных районах американского штата Орегон и северо-западной Калифорнии, где растут пихты Дугласа. Высотное распределение этого вида от уровня моря почти до 2000 метров.

## Образ жизни
Красные полёвки ведут преимущественно ночной образ жизни. Они предпочитают жить в регионах в старовозрастынх лесах, со старыми, высокими пихтами Дугласа. Они лишьочень редко отмечались на других хвойных породах. На деревьях они живут поодиночке и спускаются на землю только, чтобы перемещаться между деревьями, когда между ними нет соединенных между собой ветвей. 
На деревьях они живут в гнёздах, которые делают из хвои и веток. Самки обычно строят более крупные гнёзда, чем самцы. Минимальный диаметр гнезда - около 15 сантиметров. Однако в большинстве случаев они намного больше и иногда охватывают весь ствол дерева. Гнезда строят на деревьях высотой до 65 метров. Часто гнёзда устраивают на сломанных верхушках деревьев, раздвоенных стволах или закрученных ветвях. Самки верны своему индивидуальному участку, но обычно строят несколько гнезд на одном дереве. Самцы  ищут партнеров на нескольких деревьях, переходя с дерева на дерево. Наибольшее задокументированное расстояние, пройденное самцом красной древесной полевки, последовательность перемещений которой регистрировалась в течение 40 дней с помощью радиотелеметрии и которая оставалась на пяти разных деревьях, привело к максимальному расстоянию по прямой от домашнего гнезда в 340 метров. Иногда они захватывают неиспользуемые гнезда белок Дугласа (Tamiasciurus douglasii), западных серых белок (Sciurus griseus), темноногих кустарниковых крыс (Neotoma fuscipes) или оленьих хомячков (Peromyscus maniculatus). И наоборот, их собственные заброшенные гнезда также заселены различными беспозвоночными.
Эти полёвки питаются в основном хвоей пихты Дугласа. Они также поедают нежную заболонь веток, снимая более твердую кору, чтобы добраться до слоя камбия. Ночью они собирают хвойные ветки и складывают их в гнездах в качестве запасов пищи.
Для размножения вида характерен необычно долгий срок беременности и небольшой помёт. Нормальный период беременности составляет около 28 дней, но может быть продлен до 48 дней, если самка кормит молоком более ранний выводок. Пометы невелики, от одного до четырёх детёнышей. Причиной тому может быть низкая питательная ценность корма, состоящего в основном из хвои. Самка прекращает кормить молоком молодых в возрасте 30-35 дней.
Основными хищниками этого вида являются горностай (Mustela erminea), длиннохвостая ласка (Neogale frenata) и пятнистая неясыть (Strix occidentalis). На рыжую полевку иногда охотятся североамериканский мохноногий сыч (Aegolius acadicus), еноты (Procyon lotor), cевероамериканский кошачий енот (Bassariscus astutus),  американский соболь (Martes americana) и куница-рыболов (Pekania pennanti).

## Опасность и защита
Центр биологического разнообразия и другие природоохранные группы подали заявку на защиту этого вида в 2007 году. В 2011 году Служба охраны рыбных ресурсов и диких животных США обнаружила после юридического соглашения, что красные древесные полевки на северном побережье Орегона подпадают под Закон об исчезающих видах, но отказалась от охраны этого вида в декабре 2019 года. 14 апреля 2020 года природоохранные организации объявили о своём намерении подать в суд на администрацию Трампа, которая в то время несла ответственность за неспособность защитить находящуюся под угрозой исчезновения популяцию красных древесных полевок на побережье Орегона в соответствии с Законом об исчезающих видах. В своем иске организаторы подчеркивают, что небольшая оставшаяся популяция на северном побережье Орегона находится под непосредственной угрозой исчезновения, поскольку она привязана к старовозрастным лесам и чувствительна к потере среды обитания в результате рубок и лесных пожаров. Этот вид, представители которого очень привязаны своему индивидуальному участку, также не может адаптироваться к новым древесным насаждениям.